# This Is the Six
This Is the Six è il primo album in studio del gruppo musicale britannico While She Sleeps, pubblicato nel 2012.

## Tracce
1. Dead Behind the Eyes (featuring Andrew Neufeld) – 4:06
2. False Freedom – 3:48
3. Satisfied in Suffering – 3:15
4. Seven Hills – 4:22
5. Our Courage, Our Cancer – 3:36
6. This Is the Six – 4:45
7. The Chapel – 2:17
8. Be(lie)ve – 3:56
9. Until the Death – 4:27
10. Love at War – 4:44
11. The Plague of a New Age – 4:20
12. Reunite – 1:14

Tracce bonus - Edizione Deluxe
1. Death Toll – 3:55
2. Weathered Man (Love at War Alternate Version) – 2:51
3. False Freedom (Acoustic) – 2:36
4. Seven Hills (Alternate Version feat. Jenny Staniforth) – 5:00
5. Our Courage, Our Cancer (Acoustic) – 3:31
6. Sickness Over Health (Until the Death Alternate Version) – 4:01

## Formazione
- Lawrence "Loz" Taylor – voce
- Sean Long – chitarra, cori
- Mat Welsh – chitarra, voce, piano
- Aaran McKenzie – basso, cori
- Adam "Sav" Savage – batteria